# Benedetto Pola
Benedetto Pola (Borgosatollo, Província de Brescia, 17 d'abril de 1915 - Ídem, 1 d'agost de 2000) va ser un ciclista italià, que fou professional entre 1938 i 1947. Anteriorment, com a ciclista amateur, va prendre part en els Jocs Olímpics de Berlín de 1936, en què aconseguí dos quarts llocs en les proves de Velocitat i Quilòmetre contrarellotge. Dos anys abans s'havia proclamat campió del món amateur en velocitat.

## Palmarès en pista
- 1933
  -  Campió d'Itàlia amateur en Velocitat
- 1934
  -  Campió del món amateur en velocitat
  -  Campió d'Itàlia amateur en Velocitat
- 1936
  -  Campió d'Itàlia amateur en Velocitat
- 1937
  -  Campió d'Itàlia amateur en Velocitat
  - 1r al Gran Premi de París en velocitat amateur
- 1938
  -  Campió d'Itàlia en Velocitat